# ۱۶ شوال
۱۶ شوال، شانزدهمین روز از ماه شوال در تقویم هجری قمری است.
در تقویم هجری قمری قراردادی این روز دویست و هشتاد و دومین روز سال است.